# Christian Mahlstedt
Christian Mahlstedt (* 2. Dezember 1901 in Bremen; † 21. Januar 1976 in Bremen-Huchting) war ein deutscher Politiker (SPD) aus Bremen und er war Mitglied der Bremischen Bürgerschaft. 

## Biografie

### Ausbildung und Beruf
Mahlstedt war als Schlosser in Bremen tätig. 

### Politik
Mahlstedt war seit 1924 Mitglied der SPD in Bremen. 
Er war 1946/47 und von 1951 bis 1971 für die SPD rund 21 Jahre lang in sechs Wahlperioden Mitglied der Bremischen Bürgerschaft und in verschiedenen Deputationen und Ausschüssen der Bürgerschaft tätig.